# Return of the Body Snatchers: This 50 Cent, Vol. 1
Return of the Body Snatchers: This 50 Cent, Vol. 1 - płyta z 2008 roku. Wydana przez 50 Centa. Producentem jest DJ Whoo Kid.
| Nr | Tytuł                     | Czas | Wykonawcy                              |
| -- | ------------------------- | ---- | -------------------------------------- |
| 1  | "Like a Dog"              | 3:18 | G-Unit                                 |
| 2  | "Marked (Skit)"           | 0:14 | No Justice Bob Burnett Jethro Jeremiah |
| 3  | "The Mechanic"            | 4:51 | 50 Cent No Justice Bob Burnett         |
| 4  | "I'm Leavin"              | 3:49 | G-Unit                                 |
| 5  | "Rider 4 Real"            | 3:28 | G-Unit                                 |
| 6  | "Samuel L Jackson (Skit)" | 0:04 | No Justice Bob Burnett Jethro Jeremiah |
| 7  | "Bottom Girl"             | 3:26 | G-Unit                                 |
| 8  | "Money (Skit)"            | 0:30 | No Justice Bob Burnett Jethro Jeremiah |
| 9  | "Paper Chaser"            | 3:54 | G-Unit                                 |
| 10 | "I'm Bout That"           | 4:04 | G-Unit                                 |
| 11 | "Be Good to Me"           | 4:07 | G-Unit                                 |
| 12 | "You Need Me"             | 4:42 | G-Unit                                 |
| 13 | "Baby Come Back"          | 2:45 | 50 Cent No Justice Bob Burnett         |
| 14 | "Make Me Feel Good"       | 4:01 | G-Unit                                 |
| 15 | "Im Back"                 | 3:03 | Lloyd Banks No Justice Bob Burnett     |
| 16 | "Outro"                   | 0:49 | No Justice Bob Burnett Jethro Jeremiah |

## Utwory dodatkowe
| Nr | Tytuł                            | Czas | Wykonawcy |
| -- | -------------------------------- | ---- | --------- |
| 17 | "Rider,Pt. 2"                    | 2:47 | G-Unit    |
| 18 | "Diddy Wants to Be Like 50 Cent" | 0:57 | G-Unit    |
| 19 | "The Bomb "                      | 3:02 | G-Unit    |
| 20 | "Part Time Lover"                | 4:07 | G-Unit    |